# Кам'яний Яр (село)
Кам'яний Яр — колишній населений пункт в Кіровоградській області.

## Стислі відомості
Засноване переселенцями з Михайлівки 1925 року. Входило до складу Михайлівської ради Олександрівськогно району Кіровоградської області. В 1930-х роках називалось Радянська Кравцівка; Радкравцівка.
В часі Голодомору 1932—1933 років нелюдською смертю померла невстановлена кількість людей.
Багато жителів села полягло на фронтах нацистсько-радянської війни.
В 1950—1960 роках у Кам'яному Яру було 50-60 хат з 250 мешканцями.
В 1960-х село почало занепадати — до нього не було навіть доброї дороги.
Село було оголошено неперспективним; наприкінці 1970-х його залишили майже всі жителі.
1981 року в селі мешкало лише 2 родини. Зникло в 1980-х роках.